# 1915 w filmie
Wydarzenia filmowe w 1915 roku.

## Premiery

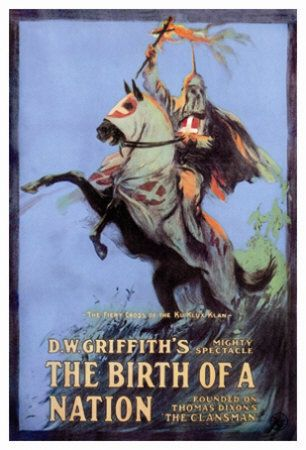
Plakat filmu Narodziny narodu

### Filmy polskie
- 5 lutego – Zaczarowane koło
- marzec – Szpieg
- 5 października – Żona
- listopad – Skandal w eleganckim świecie
- Karpaccy górale
- Wyklęta córka (w jęz. jidysz)

### Filmy zagraniczne
- 8 lutego w Los Angeles – Narodziny narodu (The Birth of a Nation, USA) – reżyseria David Wark Griffith, scenariusz Frank E. Woods i David Wark Griffith, zdjęcia Billy Bitzer, wykonawcy: Lillian Gish, Mae Marsh, Henry B. Walthall, Miriam Cooper.
- dokładna data wydania nieznana - Zalotny Bułgar – reżyseria Wasił Gendow
- Po śmierci

## Urodzili się
- 9 stycznia – Anita Louise, aktorka (zm. 1970)
- 9 stycznia – Fernando Lamas, aktor (zm. 1982)
- 11 stycznia – Veda Ann Borg, aktorka (zm. 1973)
- 15 stycznia – Ray Erlenborn, amerykański aktor (zm. 2007)
- 30 stycznia – Dorothy Dell, aktorka (zm. 1934)
- 7 lutego – Eddie Bracken, aktor (zm. 2002)
- 12 lutego – Lorne Greene, aktor (zm. 1987)
- 20 lutego – Danuta Szaflarska, polska aktorka (zm. 2017)
- 21 lutego – Ann Sheridan, aktorka (zm. 1967)
- 23 lutego – Jon Hall, aktor (zm. 1979)
- 28 lutego – Zero Mostel, aktor (zm. 1977)
- 2 marca – Lona Andre, aktorka (zm. 1992)
- 16 marca – Gjon Karma, albański aktor (zm. 1994)
- 21 kwietnia – Anthony Quinn, amerykański aktor (zm. 2001)
- 5 maja – Alice Faye, aktorka (zm. 1998)
- 6 maja – Orson Welles, amerykański reżyser i aktor (zm. 1985)
- 26 maja – Władysław Forbert, polski operator filmowy (zm. 2001)
- 1 czerwca – Tadeusz Kalinowski, polski aktor (zm. 1969)
- 12 czerwca – Priscilla Lane, piosenkarka Lane Sisters i aktorka (zm. 1995)
- 29 sierpnia – Ingrid Bergman, szwedzka aktorka (zm. 1982)
- 5 września – Jack Buetel, aktor (zm. 1989)
- 10 września – Edmond O’Brien, aktor (zm. 1985)
- 13 października – Cornel Wilde, aktor (zm. 1989)
- 9 listopada – Hanka Bielicka, polska aktorka (zm. 2006)
- 7 grudnia – Eli Wallach, aktor (zm. 2014)
- 12 grudnia – Frank Sinatra, amerykański aktor i piosenkarz (zm. 1998)
- 13 grudnia – Curd Jürgens, aktor (zm. 1982)
- 14 grudnia – Dan Dailey, aktor (zm. 1978)